# Charlotte Eagles
Charlotte Eagles is een Amerikaanse voetbalclub uit Charlotte, North Carolina. De club speelt in de USL Second Division, de Amerikaanse derde klasse. De club werd opgericht in 1991 en werd twee jaar later professioneel. Van 2001 tot 2002 speelde de club in de tweede klasse, maar om financiële redenen moest de club een stapje terugzetten. Na enige tijd in de USL Second Division gespeeld te hebben, komt de club in 2011 uit in de USL Pro.

## Bekende (oud-)spelers
- Hugo Galeano